# Prix Django Reinhardt
De Prix Django Reinhardt is een Franse jazzprijs die jaarlijks wordt uitgereikt aan een Franse jazzmusicus. De prijs, vernoemd naar de beroemde gitarist Django Reinhardt, wordt sinds 1955 uitgereikt door de Académie du Jazz in Parijs en is een van de belangrijkste jazzprijzen in het land.
In de jury zitten gereputeerde jazzmusici, jazzproducenten en journalisten.
In 2006 verscheen ter gelegenheid van het 50-jarig jubileum een dubbel-CD: '50 ans Prix Django Reinhardt'.
Het zijn voornamelijk mannen die de prijs hebben gekregen, tot 2017 kregen maar 3 vrouwen een prijs: Airelle Besson, Sophia Domancich en Géraldine Laurent.

## Lijst van winnaars
- 2017: Fred Nardin
- 2016: Paul Lay
- 2015: Airelle Besson
- 2013: Vincent Peirani
- 2012: Émile Parisien
- 2011: Nguyên Lê
- 2010: Sylvain Luc
- 2009: Stéphane Guillaume
- 2008: Médéric Collignon, Géraldine Laurent
- 2007: Pierre Christophe
- 2006: Pierrick Pedron
- 2005: François Moutin, Louis Moutin
- 2004: Pierre de Bethmann
- 2003: Jacky Terrasson
- 2002: Bojan Zulfikarpašić (Bojan Z)
- 2001: Baptiste Trotignon
- 2000: Jean-Michel Pilc
- 1999: Sophia Domancich
- 1998: Manuel Rocheman
- 1997: Daniel Huck
- 1996: Simon Goubert
- 1995: Emmanuel Bex
- 1994: Lionel Belmondo, Stéphane Belmondo
- 1993: Laurent de Wilde, Sylvain Beuf
- 1992: Richard Galliano
- 1991: Jean-Loup Longnon
- 1990: Hervé Sellin
- 1989: Laurent Cugny
- 1988: Louis Sclavis
- 1987: Marc Ducret
- 1986: Zool Fleischer
- 1985: Antoine Hervé
- 1984: Marc Bertaux
- 1983: Éric Le Lann
- 1982: Michel Petrucciani
- 1981: François Couturier
- 1980: François Jeanneau (geweigerd)
- 1979: Alain Jean-Marie
- 1978: Michel Graillier
- 1977: Henri Texier
- 1976: Christian Escoudé
- 1975: Joseph Dejean
- 1974: Jean-François Jenny-Clark
- 1973: Alby Cullaz
- 1972: Bernard Lubat
- 1971: Ivan Jullien
- 1970: François Guin
- 1969: Michel Roques
- 1968: Michel Portal
- 1967: Jean-Luc Ponty
- 1966: Gilbert Rovère
- 1965: Jean-Louis Chautemps
- 1964: Eddy Louiss
- 1963: Pierre Michelot
- 1962: Maurice Vander
- 1961: René Urtreger
- 1960: Georges Arvanitas
- 1959: Roger Guérin
- 1958: Barney Wilen
- 1957: Christian Chevallier
- 1956: Martial Solal
- 1955: Guy Lafitte